# Phyllodoce dubia
Phyllodoce dubia är en ringmaskart som först beskrevs av Fauchald 1972.  Phyllodoce dubia ingår i släktet Phyllodoce och familjen Phyllodocidae. Inga underarter finns listade i Catalogue of Life.